# 韦斯特维尔 (佛罗里达州)
韦斯特维尔（英語：Westville），是美国佛罗里达州霍爾姆斯縣下属的一座城市。建立于1970年。面积约为19.3平方公里（约合7.5平方英里）。根据2010年美国人口普查，该市有人口289人。论人口在本州排行第387。